# Crotalus pusillus
Espèce
Statut de conservation UICN

 EN B1ab(iii) : En danger
Crotalus pusillus est une espèce de serpents de la famille des Viperidae. 

## Répartition
Cette espèce est endémique du Mexique. Elle se rencontre dans le nord-est de l'État de Michoacán et dans le sud de l'État de Jalisco.

## Description
C'est un serpent venimeux.

## Publication originale
- Klauber, 1952 : Taxonomic studies on rattlesnakes of Mainland Mexico. Bulletins of the Zoological Society of San Diego, vol. 26, p. 1-143.